# Ікарі Ґендо
Ґендо Ікарі (яп. 碇 ゲンドウ) — персонаж аніме-серіалу і манґи «Evangelion». Керівник NERV, холоднокровна, незворушна, розумна і замкнута людина. Колишнє прізвище — Рокобунґі. Розробник і керівник проєкту «Євангеліон».

## Сім'я
Про батьків і походження Ґендо з серіалу невідомо нічого.
З родичів у серіалі активну роль грає тільки його син — Шінджі Ікарі, який пілотує Євангеліон-01.
Дружина, Юі Ікарі, загинула під час проведення контактного експерименту, розчинившись в рідині LCL. Таким чином, в могилі немає навіть тіла. Про це згадує Ґендо при розмові з Шінджі під час щорічного відвідування могили Юі. Ґендо любив Юі, як з досадою констатує Наоко Акаґі, зазначивши, що Ґендо після цього дуже змінився — замкнувся в собі і став ще більш фанатично працювати над проектом «Єва».

## Відносини з Шінджі
Ґендо бачить в Шінджі інструмент управління Євою, хорошу альтернативу Рей і псевдопілоту. Коли Шінджі втік від нього, Ґендо прилаштував Шінджі до вчителя. Коли Шінджі вирішив не бути пілотом, Ґендо навіть не намагався його повернути, навіть коли Ангел проник до Геофронту в 19-й серії, хоча Єви 00 і 02 були переможені, а 01 не запрацювала ні з Рей, ні з псевдопілотом. У повнометражному фільмі «The End of Evangelion» Ґендо відверто говорить примарі дружини, визнаючи, що він важка людина і поганий батько: «Я не можу повірити, що хтось може мене любити» і «Коли я поруч з Шінджі, я тільки завдаю йому біль». Ґендо не знає як йому слід поводитися зі своїм сином. Він холодно ставиться до Шінджі навіть у порівнянні з відношенням до інших.
Між батьком і сином є деякі спільні риси — принаймні, як зауважує Ріцуко в першій серії, вони обидва не говіркі — «Він схожий на свого батька… У сенсі, не дуже-то товариський».

## Відносини з Рей
Ґендо відчуває досить теплі почуття до Рей. Прикладом може служити те, що при аварії Єви-00 Ґендо голими руками відкрив люк контактної капсули, при цьому отримавши глибокі опіки долонь. В інших сценах видно, що Ґендо з куди більшою теплотою і турботою ставиться до неї, ніж до власного сина. У 24-й серії Ґендо дорікає Ріцуко в тому, що вона зруйнувала Джерело псевдопілотів, в якому вирощувалися тіла-пустушки, аналогічні Рей. Проте, в першій серії Ґендо без усякого жалю просить Рей пілотувати Євангеліон після відмови Шінджі, аргументуючи це тим, що «вона ж не мертва». У «Rebuild of Evangelion» це рішення пояснюється бажанням зблизити Шінджі і Рей.
Як зауважила Ріцуко в п'ятій серії, Рей і Ґендо схожі в тому, що невмілі в житті

## Робота
Кабінет Ґендо розташовується на верхньому поверсі піраміди штаб-квартири, і його вікна виходять на чотири сторони світу. Це приміщення називається «Верхня Догма». На стелі намальовано Древо Сефірот в інтерпретації Кірхера (т.з. Древо пізньої кабали), а на підлозі — в більш стародавньому вигляді. Робочий стіл Ґендо розташовується на місці сефіри Кетер (Вінця, Витоку Божественного Світла).
Ґендо фанатично відданий роботі — в той час як в штаб-квартирі відключилася подача електроенергії, перед лицем загрози нападу Ангела Ґендо особисто своїми силами допомагав рядовим робочим підготувати Євангеліонів до запуску.
Більшу частину операцій планує Місато, змоги ж Ґендо, як стратега, викликають сумніви. Так, в першому епізоді на момент нападу Ангела, Геофронт залишився без будь-якого захисту — Шінджі ще не прибув і не був навчений, та й невідомо, чи погодиться пілотувати Єву, Рей поранена і не в змозі вести бій, Аска і Єва-02 в Німеччині. При цьому в серіалі немає ніяких вказівок на те, що Ґендо не мав можливості викликати Шінджі раніше. Аналогічно, в 19-му епізоді Ґендо спробував повернути Шінджі на місце пілота, навіть коли більше ніхто не був в змозі вести бій, так як Єва-01 відкинула і псевдопілот, і Рей, а дві інші Єви були виведені з ладу. Хоча це, безсумнівно, повага до вирішення сина про відхід, але тим не менше Ангел майже зміг досягти Кінцевої Догми.

## Сюжет
Ґендо Рокобунгі навчався в університеті Кіото, де проявляв себе як задирака і хуліган. Принаймні один раз був затриманий поліцією. В університеті познайомився зі студенткою Юі Ікарі і професором Козо Фуюцукі.
Згодом одружився з Юі, прийнявши її прізвище. Частково завоював довіру професора Фуюцукі. Виїхав з Антарктиди з науковими матеріалами про Адама за день до Другого удару, чим викликав підозру Фуюцукі. Трохи пізніше у Ґендо і Юі з'являється дитина — Шінджі Ікарі.
У 2003 році призначений головою організації GEHIRN, де також працює його дружина і Наоко Акаґі — мати Ріцуко Акаґі. Потім завербував до GEHIRN професора Фуюцукі. Під час наукового експерименту втратив дружину, потім від нього втік син. За згодою SEELE ініціював початок робіт по Проекту Вдосконалення Людства.
У 2010 році призначений головою організації NERV, сформованої із співробітників скасованої організації GEHIRN. У 2015 році створює регулярний бойовий загін з Євангеліонів, керованих підлітками, одним з яких став його син — Шінджі.

## Переклад прізвищ
- «Géndou» — 原動 (мотив вчинку, спонукання), 言動 (слова і справи (дії))
- «Rokobúngi» — (яп. 六分儀) — секстант (морський термін).
- «Ikári» — якір (компонент корабля)

## Косплей
Косплей Ґендо був використаний Такаакі Міцухасі, який балотувався в члени Палати радників Японії.